# Христо Матанов
Христо Луков Матанов е български историк, професор в Софийския университет.

## Биография
Роден е на 5 юли 1952 г. в Харманли. Завършва 114-а гимназия с преподаване на английски език в София (1971). През 1978 г. завършва Историческия факултет на Софийския университет, профил „История на Византия и на балканските народи“. Специализира в Университета „Аристотел“ в Солун, Гърция (1981, 1984, 1987), в „Dumbarton Oaks Centre for Byzantine Studies“, Вашингтон, САЩ (1987-1988) и в Кьолнския университет, Германия (1991-1992).
Редовен аспирант в Института за балканистика в БАН (1980-82). През 1983 г. защитава дисертационен труд на тема „Проблеми на политическото развитие на Югозападните балкански земи през 14 в.“. Научен сътрудник в Института за балканистика в БАН, хоноруван преподавател в Исторически факултет на СУ „Климент Охридски“ (1983-1987), преподавател по Средновековна история в Националната гимназия за древни езици и култури (1985-1987).
Научен сътрудник в Центъра за славяно-византийски проучвания „Академик Иван Дуйчев“ (1987-89), заместник-директор на центъра (1989-1993).
Директор на Дирекция по вероизповеданията към Министерски съвет (април 1993 – октомври 1996).
От 1993 г. е редовен доцент, от 1999 г. – редовен професор, а от 2004 г. е ръководител на катедра „Византия и балканските народи“ в Историческия факултет на СУ „Св. Климент Охридски“. Автор е на 14 книги и на над 80 учебници, статии, публикувани в България и чужбина.

## Отношение с Държавна сигурност
След 1982 година е агент на Държавна сигурност под псевдонима Петър.

## Обвинение в плагиатство
Иван Божилов твърди за статията на Матанов от 1980 г. „Parents serbes et byzantins du tsar Ivan Alexandre (Quelques questions non élucidées des liens dynastiques dans les Balkans au XIVe siècle“:
| „ | Като оставим настрана амбициозното и в същото време несполучливо заглавие, бихме искали да отбележим следното: статията е написана, на първо място, върху основа на изследването на А. Соловьов и, на второ място, след подробен разговор с автора. Знаейки, че съм подготвил статия за родословието на цар Иван Александър и че съм в процес на завършване на просопографското си изследване върху Асеневци, без да ме уведоми, че се готви да пише по тези въпроси, Хр. Матанов получи много информация, с която злоупотреби, публикувайки посочената вече статия. | “ |

### Монографии
- Югозападните български земи през XIV век, С., Наука и изкуство, 1986.
- От Галиполи до Лепанто. Европа, Балканите и османското нашествие (1354-1571 г.), С., Наука и изкуство, 1988 (в съавторство с Румяна Михнева). Второ изд. 1995 г.
- Георги Сфранцес. Дневникът на един византийски велможа, Превод от гръцки и увод. С., 1996.
- Княжеството на Драгаши. Към историята на Източна и Североизточна Македония в доосманската епоха, С., Гал-Ико, 1997.
- Възникване и облик на Кюстендилски санджак през XV-XVI в. С. 2000, 195 с., 9 таблици.
- Средновековните Балкани. Исторически очерци, С., 2002, 564 с.
- Балкански хоризонти. История, общества, личности, С., изд. Парадигма, 2007, 318 с.
- Средновековните Балкани. Исторически очерци, С., изд. Парадигма, 2014, 559 с. ISBN 954-9536-61-0
- В търсене на средновековното време. Неравният път на българите (VII-XV век), С., изд. Гутенберг, 2014, 515 с. ISBN 978-619-176-018-3
- Залезът на средновековна България, С., изд. Изток-Запад, 2016, 240 с. ISBN 978-619-152-821-9

### Статии
- Два малко използвани извора за българи в Епир и Тесалия през 14 в. – В: сп. Векове, 5, 1982.
- Към въпроса за участието на българите в Черноменската битка – 1371 г. – В: България и Балканите 681-1981. С., 1982.
- Radoslav Hlapen- souverain feodale en Macedoine meridionale durant le troisieme quart du 14-e siecle. – Etudes Balkaniques, 1, 1984.
- Contribution to the Political History of South-eastern Macedonia after the Battle of Chernomen. – Etudes Balkaniques, 2, 1986.
- Кръстоносната идея в първия етап на османското нашествие (1332-1402 г.). – Балканистика, 1, 1989.
- Типологични аспекти на отношенията между османските завоеватели и балканските държави през 70-80-те години на XIV в. – В: Турските завоевания и съдбата на балканските народи. Велико Търново, 1992.
- The Phenomenon Thomas Preljubovic. – In: Praktika Diethnis Symposiou gia tou despotatou tis Epeirou. Arta, 1992.
- Тимари, зиамети и хасове в Кюстендилски санджак през XVI в. – В: Проучвания в чест на професор Вера Мутафчиева. Amicitia. С., 2001, с. 271-282.
- Нови сведения за българи-роби от началото на XIV в., продавани на остров Крит. – Във: В памет на историка и приятеля проф. Милчо Лалков „Иронията на историка“. С., Университетско издателство „Св. Климент Охридски“, 2004, 64-69.
- Състояние на енорийската структура и на манастирите в Кюстендилски санджак през XV-XVI в. – В: Образ и слово. Юбилеен сборник по случай 60-год. на проф. Аксиния Джурова. С., Унив. изд., 2004, 177-188.
- Чумни пандемии и история. „Юстиниановата чума“ и „Черната смърт“: два повратни периода в историята на средновековните Балкани. – В: Civitas humano-divina. В чест на проф. Георги Бакалов. С., изд. Център за изследване на българите. 2004, 339-347.
- Християнските структури в Кюстендилски санджак под знака на полумесеца (XV-XVI в.). – Известия на Исторически музей, Кюстендил, т. Х, 2005.
- Градове и градски живот в Кюстендилски санджак през 16 в. – Известия на Исторически музей, Кюстендил, т. XVI, Велико Търново, 2010, 9-18.